# Lijst van skateboarders
Dit is een lijst van bekende skateboarders met een artikel op de Nederlandstalige Wikipedia.

## Amerikaans
- Tony Alva (1957)
- Steve Caballero (1964)
- Kareem Campbell (1973)
- Chris Cole (1982)
- Rob Dyrdek (1974)
- Mark Gonzales (1968)
- Tony Hawk (1968)
- Nyjah Huston (1994)
- Eric Koston (1975)
- PJ Ladd (1982)
- Bucky Lasek (1972)
- Bam Margera (1979)
- Rodney Mullen (1966)
- Chad Muska (1977)
- Stacy Peralta (1957)
- Andrew Reynolds (1978)
- Paul Rodriguez (1984)
- Ryan Sheckler (1989)
- Daewon Song (1975)
- Jamie Thomas (1974)
- Mike Vallely (1970)
- Danny Way (1974)
- Shaun White (1986)
- Stevie Williams (1979)

## Belgisch
- Axel Cruysberghs (1994)
- Lore Bruggeman (2002)

## Braziliaans
- Bob Burnquist (1976)

## Brits
- Geoff Rowley (1976)

## Canadees
- Mark Appleyard (1982)
- Pierre-Luc Gagnon (1980)
- Chris Haslam (1980)
- Rick McCrank (1976)

## Deens
- Rune Glifberg (1974)

## Fins
- Arto Saari (1981)

## Puerto Rico
- Nyjah Huston (1994)

## Litouws
- Natas Kaupas (1969)

## Nederlands
- Hans Smit

## Zweeds
- Ali Boulala (1979)